# Tornike Jalagonia

a Compétitions nationales et continentales officielles uniquement.

b Matchs officiels uniquement.
Dernière mise à jour le 8 juillet 2024.
Tornike Jalagonia, né le 12 décembre 1998 à Tbilissi (Géorgie), est un joueur international géorgien de rugby à XV jouant aux postes de troisième ligne centre et troisième ligne aile à Provence Rugby.

## Biographie

### Carrière en club
Formé au RC Jiki, Tornike Jalagonia est recruté par le Biarritz olympique à l'été 2018. Après deux premières saisons avec l'équipe Espoirs, il dispute son premier match avec l'équipe première contre Carcassonne en octobre 2020. En 2021, il prolonge son contrat jusqu'en 2024.
Après six ans passés à Biarritz, il quitte le club basque pour rejoindre Provence rugby en 2024. Il s'y engage pour deux saisons, plus une en option,.

### Carrière internationale
Tornike Jalagonia dispute les Coupes du monde junior 2017 et 2018 avec la Géorgie des moins de 20 ans, disputant cinq rencontres lors de chaque édition.
En mars 2020, il connaît sa première sélection avec l'équipe de Géorgie contre le Portugal. Il est ensuite sélectionné pour disputer la Coupe d'automne des nations.
En 2023, il est sélectionné en équipe nationale pour participer à la Coupe du monde.